# Свети Илия (Извор)
„Свети Илия“ (на гръцки: Ιερός Ναός Προφήτη Ηλία) е православна църква в боймишкото село Извор (Пиги), Гърция, част от Гумендженската, Боймишка и Ругуновска епархия.

## Описание
Църквата е гробищен храм, разположен в северния край на селото. Построена е в 1957 година. В храма има икони на кулакийския зограф Николаос Константину.